# Válor
Válor là một đô thị trong tỉnh Granada, Tây Ban Nha. Theo điều tra dân số 2005 (INE), đô thị này có dân số là 736 người.
36°60′B 3°05′T / 37°B 3,083°T Tọa độ: vĩ phút >= 60
{{#coordinates:}}: vĩ độ không hợp lệ